# 首富國際
首富國際投資有限公司，簡稱首富國際投資，以及首富國際（英語：Everest International Investments Limited，港交所除牌時:0204.HK），在2000年12月12日，在香港交易所主板上市，曾業務乃持有投資以獲得中期至長期資本增值，以及投資非上市證券。
業務地區包括香港及中國。曾總部位於香港軒尼詩道381-383號華軒商業中心。曾投資嘉禹國際有限公司、寶訊科技控股有限公司（中國鐵路貨運有限公司）、中盈控股有限公司（中盈國金資源有限公司前身）。但已出售後，已成為泰潤國際投資有限公司至今。

## 連結
- IRASIA.com/listco/hk/temujin （页面存档备份，存于）